# Loretánská kaple v Častolovicích
Zaniklá Loretánská kaple v Častolovicích na Rychnovsku se nacházela v místech parku mezi řekou a křižovatkou ulic Masarykova a Komenského. Kaple byla součástí špitálu.

## Historie
Loretánská kaple byla postavena roku 1647 jako špitální kaple, která byla zasvěcena Panně Marii Loretánské a svatému Václavu. Kapli nechal postavit syn Otty z Oppersdorfu – Václav Ignác z Oppersdorfu. Stavební práce vedl vlašský stavitel raného baroka Carlo Lurago. Jednalo se o jednu z nejstarších loretánských kaplí v Čechách. Její existenci nechal Otta z Oppersdorfu pojistit ve své poslední vůli. Zápis do zemských desek byl proveden dne 13. ledna 1647, krátce po jeho smrti.
Původní špitál stával jinde, pravděpodobně v místech zaniklého hostince Panský dům. Provoz špitálu zajišťovala nadace z Koldínského statku pocházející z roku 1622.

### Vnější podoba
Architektonické řešení kaple bylo netradiční. Zachovala si sice kubický charakter, vstupní prostory ale byly přizpůsobeny přilehlým stavbám. Santa Casa byla umístěna do středu panského špitálu, mezi dvě přízemní obytná křídla. Kompozičně tvořila jádro barokního celku. Z venkovní strany se nacházela štítová zeď, valbou zakončená sedlová střecha a sanktusová vížka. Hlavní portál byl začleněn do západního průčelí, rozděleného lisénami do tří polí. Na střední průčelové pole navázal štítový nástavec nad průběžnou, ukončující římsou. Západní průčelí obsahovalo kromě barokního portálu jediný okenní otvor, ukončený segmentem, dvojici nik v bočních polích a menší niku ve štítovém nástavci. Boční vchody, situované v příčné ose, sloužily pro přístup z pravé i levé části špitálu. Chodby po stranách ústily do špitální zahrady a stejnou chodbou byl možný přístup do společné kaple nebo do obytných místností. Boční stěny a závěrová stěna nebyly zdobeny. V podřímsí se otevíraly po stranách vejčité otvory do půdního prostoru.

### Vnitřní dispozice
Vnitřní dispozice kaple se lišila od dosud založených kaplí. Základním půdorysným obrazcem byl v bočních stranách protažený oktogon. Jeho podélný charakter zvyšovaly v čele a v závěru přidružené půlelipsy. Protáhlé stěny oktogonu ustupovaly do stran lehce zaoblenými přechody na nároží. Základem klenebního systému byly valené pásy, svazující protilehlé šikmé, krátké stěny oktogonu. Plochu mezi valenými pasy doklenovaly na všech čtyřech hlavních stranách lunety. Zbývající poloelyptické výklenky v podélné ose kaple byly zastropeny konchou. Architektonické členění římsovými hlavicemi a na ně navazujícím trojdílným kladím se omezilo na krátké, šikmé stěny oktogonového jádra.
Na konci 17. století byl vybudován hlavní portál se šternberským erbem. Tento portál byl při likvidaci kaple přenesen do průjezdu, který spojuje nádvoří častolovického zámku a park. V téže době byla pravděpodobně odstraněna porušená valená klenba.

### Zánik
Roku 1786 byla na základě nařízení císaře Josefa II. kaple zrušena. V pamětní knize častolovické fary z roku 1796 se o kapli píše už jen jako o kapli sv. Václava. Při její přestavbě byla též odstraněna loretánská podoba vnitřního prostoru.
V lednu 1934 byly dvě místnosti špitálu upraveny pro školní kuchyni a jídelnu.
Kapli svatého Václava s přilehlými budovami převzal roku 1950 Místní národní výbor (MNV) Častolovice. První část kaple byla ve velmi špatném stavu, část stropu byla propadlá. Druhá část byla v době převzetí obydlena. O vlastní kapli byl již roku 1949 veden spor mezi MNV a uživatelem – římskokatolickou církví. Kaple dále chátrala až do doby, kdy bylo rozhodnuto o jejím zbourání. Odstřel provedl dne 25. dubna 1975 lngstav s.p. V místech kaple byl postaven kruhový objezd a poblíž byl postaven nový most.